# Neptuno Films
Neptuno Films – hiszpańskie przedsiębiorstwo zajmujące się produkcją seriali animowanych dla dzieci. Zostało założone w 1991 roku w Tarrassie.

## Seriale animowane
Seriale animowane:
- Tex
- Rupert&Sam
- Poppets Town
- Cuentos Clásicos
- Zoomix
- Megaminimals
- Princesas del mar
- The Gloops
- Tork
- Los Desastres del Rey Arturo
- Dougie w przebraniu
- 2020
- Krówka Connie (Krówka Mela) (Krówka Mu Mu)
- Aprendiendo con Connie
- La Brigada de los Sepultureros
- Bandolero
- Los Tres Ositos
- Brzydkie kaczątko (The Ugly Duckling)
- Detektyw Bogi
- Balin

## Filmy animowane
Filmy animowane:
- Ugly Duckling (seria 6 filmów)
- Bandolero
- Gravediggers Squad
- Three Bears (seria 6 filmów)